# Maladera indica
Maladera indica är en skalbaggsart som beskrevs av Blanchard 1850. Maladera indica ingår i släktet Maladera och familjen Melolonthidae. Inga underarter finns listade i Catalogue of Life.